# Kamienica Pod Trzema Lipami w Krakowie
Kamienica Pod Trzema Lipami (znana także jako Kamienica Bogaczowska) – zabytkowa kamienica znajdująca się w Krakowie, w dzielnicy I przy ulicy Mikołajskiej 16, na Starym Mieście.

## Historia kamienicy

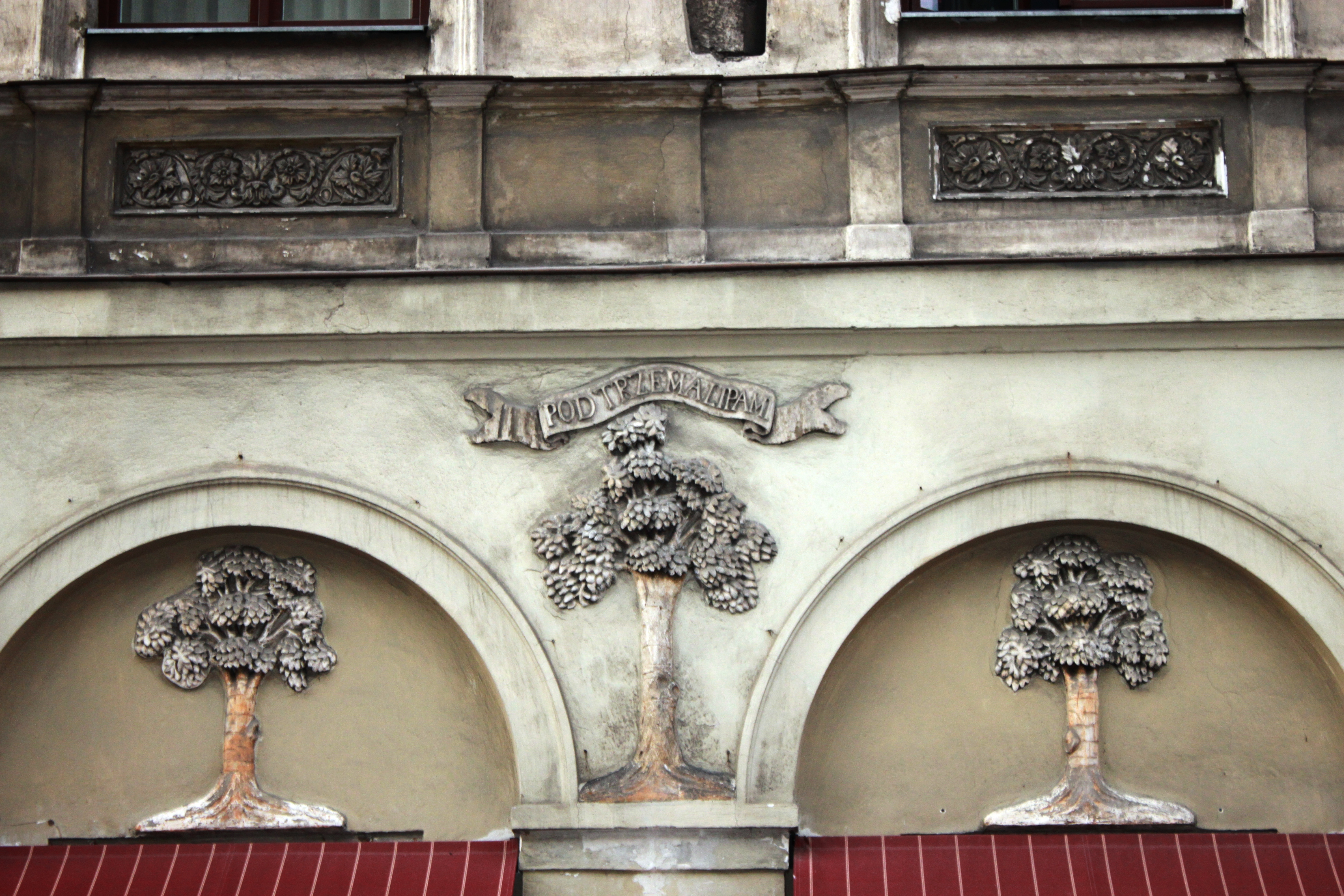
Płaskorzeźy na fasadzie kamienicy

Kamienica została wzniesiona w XIV wieku na terenie posiadłości dawnego dworu wójta Alberta, wyburzonego po stłumieniu jego buntu przeciw królowi. Początkowo była budynkiem parterowym. W XV wieku nadbudowano pierwsze piętro. Na początku XIX wieku została gruntownie przebudowana. Otrzymała wtedy klasycystyczną fasadę, zaś nad parterem umieszczono godło, przedstawiające trzy lipy o zróżnicowanej wysokości. Nad najwyższym drzewem, znajdującym się w centrum kompozycji, umieszczono napis z nazwą kamienicy. W 1873 budynek został nadbudowany o drugie piętro.